# George Souders
George Souders, né le 11 septembre 1900 à Lafayette (Indiana) et décédé le 28 juillet 1976 à Indianapolis (Indiana), est un pilote automobile américain.

## Biographie
Il conduit en American Championship car racing de l'AAA durant deux saisons, en 1927 et 1928, ne disputant annuellement que quatre courses par championnat.

## Classements
- 3e de l' USAC National Championship (en) en 1927 (4e en 1928).

## Résultats à l'Indy 500
- Victoire lors de l'édition 1927 (sur Duesenberg, pour le compte du team de William S. White), dès sa première apparition (rookie) ;
- 51 tours en tête sur 200 en 1927 ;
- 3e en 1928 (sur Miller), pour deux courses seulement accomplies.